# Ганс-Вернер Нойманн
Ганс-Вернер Нойманн (нім. Hans-Werner Neumann; 3 вересня 1906, Шарлоттенбург — 7 серпня 1943, Атлантичний океан) — німецький офіцер-підводник, фрегаттен-капітан крігсмаріне.

## Біографія

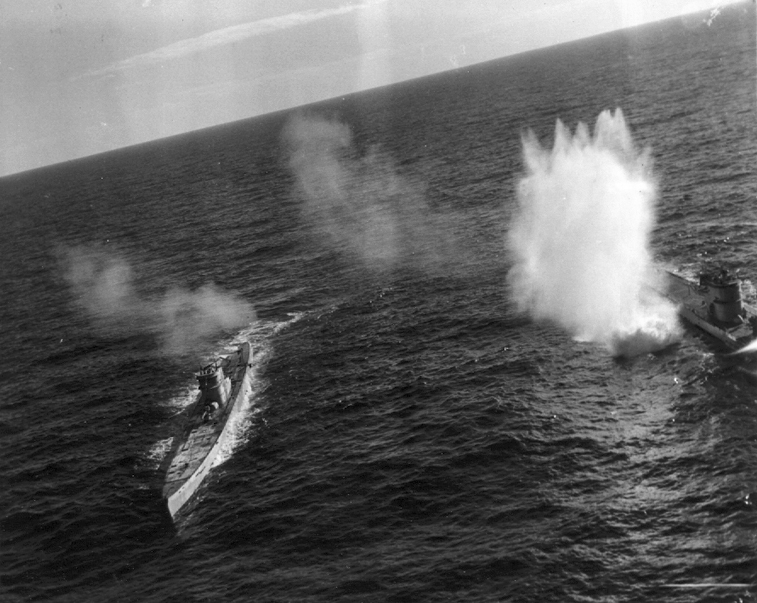
U-117 (праворуч) і U-66 під час атаки бомбардувальників (7 серпня 1943).

В 1925 році вступив на флот. З 4 січня по вересень 1941 року — командир підводного човна U-72, з 25 жовтня 1941 року — U-117, на якому здійснив 5 походів (разом 167 днів у морі). 7 серпня 1943 року під час поповнення запасів з U-66 U-117 був потоплений у Північній Атлантиці (39°42′ пн. ш. 38°21′ зх. д.) глибинними бомбами та торпедами п'яти бомбардувальників «Евенджер» з ескортного авіаносця ВМС США «Кард». Всі 62 члени екіпажу загинули.
Всього за час бойових дій пошкодив 2 кораблі (один з них невиправно) загальною водотоннажністю 14 269 тонн. Обидва кораблі підірвались на підводних мінах.
| Дата           | Назва корабля                        | Тип               | Тоннаж | Вантаж | Екіпаж | Загинули | Країна             | Конвой |
| -------------- | ------------------------------------ | ----------------- | ------ | --- | ------ | -------- | ------------------ | ------ |
| 11 квітня 1943 | Matt W. Ransom (пошкоджений)         | Торговий пароплав | 7,177  | 8000 тон генеральних вантажів, включаючи залізні труби, цукор, транспортні засоби, військові матеріали і дорожню техніку | 64     | 0        | США                | UGS-6A |
| 25 квітня 1943 | Empire Morn (невиправно пошкоджений) | Торговий пароплав | 7,092  | Спорядження для Королівських сухопутних військ, ВМФ і ВПС                                                                | 71     | 46       | Британська імперія |        |

## Звання
- Фенріх-цур-зее (1 квітня 1927)
- Лейтенант-цур-зее (1 жовтня 1929)
- Оберлейтенант-цур-зее (1 жовтня 1931)
- Капітан-лейтенант (1 січня 1936)
- Корветтен-капітан (1 квітня 1940)
- Фрегаттен-капітан (1 серпня 1943)

## Нагороди
- Медаль «За вислугу років у Вермахті» 4-го і 3-го класу (12 років)